# Saisonehe
Saisonehe bezeichnet die temporäre soziale Paarbildung, die bei Vögeln in der Regel für eine Brutperiode erfolgt. Dabei geht diese Art der Partnerschaft nicht unbedingt mit serieller sexueller Monogamie einher, sondern ist in erster Linie eine gemeinsame Brutpflegegemeinschaft. Bei vielen Vögeln finden sich Zeitehen (Bartkauz, Graureiher, Grünfink, Haussperling, Stelzenläufer), die sich zum Beispiel über eine Vegetationsperiode erstrecken, in der die Brutpflege gemeinschaftlich übernommen wird.

## Soziale Monogamie
Manche Vogelarten leben unabhängig davon, wie viele Jahre sie sich den Nistplatz und die Brutpflege teilen, nur sozial monogam, sie widmen sich also gemeinsam dem Nachwuchs, ohne jedoch Wert auf exklusive Sexualität (im Sinne von Monogamie) zu legen. Versuche mit Rotflügelstärlingen (Agelaius phoeniceus), bei denen die Samenstränge der männlichen Vögel gekappt wurden, ergaben, dass in der Regel dennoch Nachwuchs im gemeinsamen Nest war, der natürlich nicht vom sozialen Vater stammen konnte. Das Phänomen der außerehelichen Elternschaft ist bei Rotflügelstärlingen bereits seit 2005 bekannt. Sie bilden zwar soziale Elternpaare, die genetische Herkunft des Nachwuchses wich jedoch in einem Zeitraum von vier Jahren in rund 40 Prozent der untersuchten Fälle ab.
Es wird davon ausgegangen, dass die soziale Monogamie in Kombination mit der sexuellen Untreue im Tierreich evolutionäre Vorteile hinsichtlich der genetischen Vielfalt des Nachwuchses mit sich bringt. Bei der Blaumeise ist Kopulation mit weiteren Partnern eher die Regel als die Ausnahme. Die Aufzucht der Jungen findet – unabhängig davon – mit einem festen Partner statt. Langzeitstudien konnten nachweisen, dass die Nestlinge in einen Nest mitunter von mehreren Vätern stammten, zu denen in der Regel auch der soziale Vater gehörte.
Ursprünglich wurde angenommen, dass die gemeinsame Nutzung eines Nistplatzes, wie bei Störchen, entweder mit dauerhafter oder serieller Monogamie einhergeht. Mittlerweile werden diese Annahmen verstärkt wissenschaftlich hinterfragt.